# 許采晴
許采晴（1988年7月10日—），暱稱拐拐，舊藝名許萌希，生於台灣高雄，為台灣模特兒、女演員。曾獲網友票選為「2014年網友心中的10大網拍女神」第一名。致力於陽光基金會 進行公益活動 。並於2018年創立女性運動內衣品牌S'dare。

## 演出作品

### 電影
| 年份   | 劇名         | 角色           | 合作藝人       | 性質     |
| 2016年 | 《風雲高手》 | 魏虹           | 王心凌、黃鴻升 |          |
| 2019年 | 《緝魔》     | 溫子昇偷情女友 | 莊凱勛         | 特別演出 |
| 2022年 | 《山中森林》 |                |                |          |

### 電視劇
| 播出時間                     | 播出頻道   | 劇名           | 角色   | 合作藝人                     | 性质       |
| 2016年4月20日－2016年6月14日 | 中視主頻   | 《原來1家人》  | 女神   | 藍心湄、邱澤、郭書瑤         |            |
| 2017年10月28日－2017年       | 緯來戲劇台 | 《逃婚一百次》 | 劉美艷 | 黃鴻升、李千娜、納豆、張景嵐 | 第三女主角 |

### 音樂錄影帶
| 年份   | 曲名           | 專輯         | 歌手/演奏者 | 備註     |
| 2010年 | 《告白》       | 《自由發揮》 | 自由發揮    | MV女主角 |
| 2012年 | 《烏克麗麗》   | 《12新作》   | 周杰倫      | MV女主角 |
| 2014年 | 《放手之後》   | 《解放浪漫》 | 柯有倫      | MV女主角 |
| 2015年 | 《賭局》       | ---          | 台灣爽樂團  | MV女主角 |
| 2022年 | 《這世界的你》 | 《MyLove》   | 古曜威      | MV女主角 |

## 廣告代言
| 年份   | 代言品牌                  | 備註               |
| 2013年 | 橫掃天下online            | 遊戲代言人（戰姬） |
| 2014年 | 仕高利達威士忌勇氣之水    |                    |
| 2014年 | 寶德利珠寶                | 代言人             |
| 2015年 | 女神聯盟                  | 光之女神           |
| 2015年 | Hortensia‧Saga-蒼之騎士團 | 代言人             |
| 2015年 | 仕高利達威士忌            | 年度代言           |
| 2015年 | 國際內衣品牌QMOMO         | 代言人             |

## 出版作品
| 發行日期      | 書名                             | 出版社   | ISBN               |
| 2015年8月5日  | 在夏天撿到拐拐                   | 木馬文化 | ISBN 9789863591566 |
| 2016年7月18日 | 拐拐不拐彎：記錄那些曾經的小旅行 | 水靈文創 | ISBN 9789869316736 |

## 外部連結
- 許萌希 （页面存档备份，存于）的Facebook專頁
- 拐拐 許采晴的Instagram帳戶